# Bereraia improvisa
Bereraia improvisa is een eenoogkreeftjessoort uit de familie van de Leptopontiidae. De wetenschappelijke naam van de soort is voor het eerst geldig gepubliceerd in 2001 door Berera, Cottarelli & Bruno.